# Liothrips lepidus
Liothrips lepidus är en insektsart som beskrevs av Cott 1956. Liothrips lepidus ingår i släktet Liothrips och familjen rörtripsar. Inga underarter finns listade i Catalogue of Life.